# Приведённая постоянная Планка
Приведённая постоянная Пла́нка, постоянная Дира́ка или постоянная Пла́нка — Дира́ка — название постоянной Планка, делённой на 2 π:
{\displaystyle \hbar \equiv {\frac {h}{2\pi }}=1{,}054\ 571\ 800(13)\times 10^{-34}} Дж·c = {\displaystyle 6{,}582\ 119\ 514(40)\cdot 10^{-16}} эВ·с,
где {\displaystyle h} — обычная постоянная Планка.
Смысл введения приведённой (редуцированной) константы Планка и широкого её использования в том, что в теоретически более важных формулах при её использовании пропадает загромождающий множитель или делитель 2π. Прежде всего имеется в виду связь действия и фазы {\displaystyle S=\hbar \varphi }, а также импульса c волновым вектором {\displaystyle \mathbf {p} =\hbar \mathbf {k} } и энергии с циклической частотой {\displaystyle E=\hbar \omega } (более употребительной, чем отличающаяся от неё множителем 2π простая частота {\displaystyle \nu }). Как следствие, с использованием такой формы константы Планка вообще большинство формул записывается чуть проще и прозрачнее.
В планковской системе единиц приведённая (редуцированная) постоянная Планка выбрана в качестве основной единицы. Также в теоретической физике используются системы величин (иногда говорят о системах единиц), в которых постоянная Планка — Дирака равна единице ({\displaystyle \hbar =1}), что позволяет ещё более упростить формулы благодаря тому, что энергия и циклическая частота, фаза и действие, импульс и волновой вектор становятся попарно эквивалентными и взаимозаменяемыми величинами.
Обозначается строчной перечёркнутой латинской буквой ħ, в формулах называется «h с чертой» (англ. h-bar). В Юникоде этот символ занимает позицию U+0127 (ħ); также имеется отдельный символ англ. Planck constant over two pi (U+210F, ℏ).